# Hyundai Fortune
Die Hyundai Fortune war ein 1996 gebautes Postpanamax-Vollcontainerschiff, das im März 2006 im Golf von Aden in Brand geriet.

## Allgemeines
Das Schiff wurde 1996 unter der Baunummer 917 auf der Werft Hyundai Heavy Industries im südkoreanischen Ulsan gebaut. Es wurde von Hyundai Merchant Marine im Liniendienst zwischen Fernost und Europa eingesetzt.

## Technische Daten und Ausstattung
Das Schiff wurde von einem Zweitakt-Zwölfzylinder-Dieselmotor des Herstellers MAN B&W angetrieben. Der Dieselmotor verfügte über 55569 kW Leistung. Das Schiff erreichte damit eine Geschwindigkeit von gut 25 Knoten.
Für die Stromversorgung standen vier Dieselgeneratoren mit jeweils 1775 kW Leistung zur Verfügung.
Das Schiff verfügte über Stellplätze für 5551 TEU, darunter 400 Kühlcontainer. Bei einer homogenen Beladung mit 14 Tonnen schweren Containern konnte das Schiff 4360 TEU laden.
Die Decksaufbauten befanden sich im hinteren Drittel des Schiffes. Vor dem Deckshaus befanden sich elf, hinter dem Deckshaus weitere fünf Bays. Das Schiff verfügte über kein eigenes Ladegeschirr.

## Explosion und Feuer
Am 21. März 2006 kam es in den hinter dem Deckshaus gestauten Containern zu einer Explosion und einem Feuer. Bei der Explosion ging eine größere Anzahl Container über Bord. Das Schiff befand sich zu diesem Zeitpunkt mit rund 3.100 Containern an Bord auf der Reise von Singapur nach Rotterdam im Golf von Aden vor der jeminitischen Küste. Da das Feuer mit Bordmitteln nicht bekämpft werden konnte und sich ein Riss im Rumpf des Schiffes zeigte, verließ die aus 27 Personen bestehende Besatzung das Schiff. Sie wurden von der niederländischen Fregatte De Zeven Provinciën gerettet, welche sich als Teil der Combined Task Force 150 im Rahmen der Operation Enduring Freedom am Horn von Afrika aufhielt. Ein Besatzungsmitglied, das sich verletzt hatte, wurde zur Untersuchung zum französischen Flugzeugträger Charles de Gaulle ausgeflogen.
Das niederländische Unternehmen Svitzer Wijsmuller wurde mit der Bergung des Schiffes beauftragt und schickte mehrere Schlepper zur Unglücksstelle. Als erstes war am 23. März die Wadi Hassan vor Ort, die mit der Brandbekämpfung begann. Zu dieser Zeit hatte sich das Feuer bereits auf das Deckshaus ausgebreitet. Weitere Schlepper, die zum Unglücksort beordert wurden, waren die Rakhyut und die Smitwijs Rotterdam. Ein weiterer Schlepper wurde in Aden stationiert, um Personal und Material zur Brandbekämpfung zum Schiff bringen zu können.
Nachdem der Brand gelöscht war, wurde das Schiff im April nach Salala geschleppt. Dort wurden innerhalb von zwei Tagen 2.249 Container gelöscht. Die unbeschädigten Container wurden später auf anderen Schiffen weitertransportiert.
Das Achterschiff der Hyundai Fortune war durch die Explosion und das Feuer stark beschädigt worden, die hier gestauten Container ausgebrannt oder bei der Explosion bzw. den Löscharbeiten über Bord gegangen. Auch das Deckshaus war ausgebrannt, ebenso waren Container direkt vor dem Deckshaus in Brand geraten. Der Maschinenraum stand unter Wasser.
Der Ladungsverlust durch das Feuer an Bord der Hyundai Fortune gilt als der größte Verlust containerisierter Ladung in der Geschichte der Seefahrt. Als Ursache für die Explosion und das anschließende Feuer wurden Gefahrgüter in den an Bord geladenen Containern angenommen. Im Einzelnen kommen Container mit Calciumhypochlorit oder Container mit Feuerwerkskörpern in Frage, wobei die Container mit den Feuerwerkskörpern an Deck verladen waren, die Explosion aber in der Ladung unter Deck stattgefunden haben muss.

## Verbleib des Schiffes
Das Schiff wurde später für 13 Millionen US-Dollar unter dem Namen Fortune an die griechische Goldenport Holding verkauft, die es bis 2008 bei COSCO Zhoushan Shipyard in Liuhen Dao Island instand setzen ließ und wieder in Fahrt brachte. Von 2009 bis 2015 fuhr das Schiff als MSC Fortunate in Charter der Mediterranean Shipping Company. 2015 erhielt das Schiff den Namen Fortunate. Anfang Januar 2018 wurde die Fortunate im indischen Alang zum Abbruch gestrandet.